# Harry Gosling
Harry Gosling, né le 9 juin 1861 à Londres (Grand Londres) et mort le 24 octobre 1930 à Twickenham (Grand Londres), est un homme politique britannique et dirigeant syndical.

## Jeunesse
Gosling est né en 1861 au 57 York Street, Lambeth, Londres, sur la rive sud de la Tamise. Il est le deuxième fils de William Gosling, maître briqueteur, et de son épouse Sarah Louisa Rowe, institutrice. Après des études à l'école élémentaire Blackfriars, il commence à travailler comme garçon de bureau, âgé de 13 ans. Un an plus tard, il atteint l'âge suffisant pour commencer un apprentissage de sept ans à la Watermen's Company, travaillant avec son père sur les quais qui deviendront plus tard le site du County Hall.

## Syndicalisme
Le succès de la grève des quais de Londres en 1889 encourage les travailleurs de la rivière à former un syndicat, la Amalgamated Society of Watermen, Lightermen and Bargemen. Gosling est l'un de ses premiers membres et est nommé secrétaire général en 1892, à l'âge de 32 ans. En 1908, il est nommé représentant des travailleurs au sein de la nouvelle autorité du port de Londres et de la commission parlementaire du Congrès des syndicats. Lorsque la Watermen's Society  fusionne avec le Transport and General Workers' Union en 1922, Gosling est devenu le premier et le seul président du TGWU, exerçant ses fonctions jusqu'à sa mort.

## Conseil du comté de Londres
Il est également membre du London County Council de 1898 à 1925, représentant St George's-in-the-East jusqu'en 1919 et Kennington par la suite. Initialement, il est membre du Parti progressiste au sein du conseil, formant un groupe de gauche de «progressistes travaillistes» avec John Burns, Ben Cooper et Will Crooks. En 1920, le parti travailliste est officiellement devenu un parti distinct au sein du conseil, et Gosling est devenu le premier chef du groupe travailliste.
Pendant la Première Guerre mondiale, Gosling est membre du Port and Transit Executive, l'organisme chargé d'organiser les importations et les exportations par voie maritime. À la fin des hostilités, il est nommé à la Commission impériale des sépultures de guerre.

## Parlement
Gosling se présente pour la première fois aux élections au Parlement en tant que candidat du Parti libéral aux élections générales de décembre 1910 mais n'obtient pas de siège à Lambeth-Nord. Lors de l'élection générale en 1918, il se présente comme candidat du Parti travailliste à Uxbridge, mais est de nouveau battu. À l'élection générale suivante de 1922, il est de nouveau battu comme candidat travailliste à Kennington. L'année suivante, CJ Matthew, le député travailliste de Whitechapel et St Georges, meurt, et Gosling conserve le siège pour le parti lors de l'élection partielle qui suit, l'occupant jusqu'à sa mort. Pendant une courte période en 1924, il est ministre des Transports et payeur général du premier gouvernement travailliste.
Pendant les six dernières années de sa vie, Gosling est en mauvaise santé. En 1927, il écrit un livre de souvenirs Up and Down Stream. Il est la troisième personne à être nommée à l'Ordre des Compagnons d'honneur. Harry Gosling est décédé à son domicile de Twickenham en octobre 1930, à l'âge de 69 ans. Son corps a été déposé en l'état à Transport House, siège du TGWU, avant sa crémation à Golders Green.